# Queima da boneca
A queima da boneca é um evento que tem lugar em várias regiões de Portugal. Uma boneca de trapos, trajada com roupas tradicionais, é colocada em cima de um poste e depois é queimada. Este evento tem lugar em várias datas festivas, no Santo António, no São Pedro, no Carnaval ou no São João.